# Kinderorthopädie
Die Kinder- und Jugend-Orthopädie ist ein Spezialgebiet der Orthopädie, das sich mit angeborenen und erworbenen Deformitäten und Erkrankungen des Stütz- und Bewegungsapparates bei Kindern und Jugendlichen beschäftigt. Dazu zählt die Behandlung der Frakturen und Luxationen im Kindesalter sowie die Therapie eventueller Folgezustände.

## Historisches

### Nicolas  Andry
Der Begriff „Orthopädie“ geht auf Nicolas Andry zurück. Sein 1744 auf Deutsch erschienenes Werk „Orthopädie, oder die Kunst, bey den Kindern die Ungestalt des Leibes zu verhüten und zu verbessern“ hat dem Fachgebiet den Namen gegeben. Bereits im Altertum wurden kinderorthopädische Therapien vorgeschlagen, die sich teilweise heute wieder finden. So geht die Klumpfuß-Redression auf Hippokrates zurück, damals mit Papyrusstreifen. Bis Mitte des 20. Jahrhunderts wurden in den orthopädischen Heilanstalten vor allem Kinder und Jugendliche mit angeborenen oder erworbenen Fehlstellungen über Wochen, zum Teil über Monate und sogar Jahre hinweg behandelt. Der Schwerpunkt lag in der Behandlung von Folgeschäden der Kinderlähmung (Poliomyelitis) und der Knochentuberkulose. Auch Kinder mit Skoliosen, Hüftgelenksluxationen, Morbus Perthes und jugendlicher Hüftkopflösung wurden über lange Phasen stationär therapiert.
Die Entwicklung der Arthroskopie, das Aufkommen der Endoprothetik für arthrotische Gelenke, die sich ausweitende Schulter- und Fußchirurgie, die Fortschritte bei der Behandlung von Bandscheibenvorfällen und der Spinalkanalstenose haben das Spektrum der orthopädischen Kliniken und Praxen stark in Richtung Erwachsenenorthopädie verschoben. In der Folge setzte sich eine Spezialisierung zur Kinderorthopädie durch. Aktuell geben 3,4 Prozent der US-amerikanischen Orthopäden an, dass sie hauptsächlich kinderorthopädisch tätig sind.

### Pediatric Orthopaedic Society of North America (POSNA)
Die erste Fachgesellschaft war die amerikanische POSNA (Pediatric Orthopedic Society of North America), deren Vorgängergesellschaft (POS) auf Initiative von M. Tachidijan aus Chicago und weiteren führenden amerikanischen Kinderorthopäden Anfang 1970 gegründet wurde.

### European Paediatric Orthopaedic Society (EPOS)
In Europa wurde dann die EPOS (European Paediatric Orthopaedic Society) als Zusammenschluss der nationalen kinderorthopädischen Vereinigungen und interessierter einzelner Kinderorthopäden gegründet. Die erste Sitzung mit 15 Teilnehmern aus 12 Ländern fand 1983 in Paris statt, seither werden jährliche Fachkongresse veranstaltet und gemeinsam mit der POSNA internationale Weiterbildungskurse ausgerichtet.

### Vereinigung für Kinderorthopädie (VKO)
Erst 1987 haben sich die deutschsprachigen „Freunde der Kinderorthopädie“ auf Initiative von Thomas Brinkmann aus Hamburg und Klaus Parsch aus Stuttgart zur Vereinigung für Kinderorthopädie (VKO) zusammengeschlossen. Seit der ersten Tagung in Stuttgart finden jährliche Kongresse in Deutschland, Österreich und der Schweiz statt. Seit 1995 ist die VKO eine Sektion der Deutschen Gesellschaft für Orthopädie und Orthopädische Chirurgie (DGOOC) und seit dem Zusammenschluss der Orthopäden und Unfallchirurgen eine Sektion der Deutschen Gesellschaft für Orthopädie und Unfallchirurgie (DGOU). Seit 2007 werden von der Vereinigung für Kinderorthopädie jeden November viertägige Kompaktkurse für Fachärzte und Assistenten in der Weiterbildung organisiert.

### Fachzeitschriften
Als kinderorthopädische und kindertraumatologische Fachzeitschrift gibt es seit 1980 das von Lynn Staheli und Bob Hensinger edierte Journal of Pediatric Orthopaedics (JPO). 1992 hat Henri Bensahel aus Paris die europäische Ergänzung, das Journal of Pediatric Orthopaedics part B (JPO-B) gestartet. 2007 hat Shlomo Wientroub aus Tel Aviv das Journal of Children's Orthopaedics (JCO) als offizielles Organ der Europäischen Gesellschaft für Kinderorthopädie gegründet.

### Zusatzweiterbildung Kinder- und Jugendorthopädie in Deutschland
Seit 2005 haben fast alle Landesärztekammern Deutschlands die Zusatzbezeichnung Kinderorthopädie eingeführt, die Fachärzte für Orthopädie und Unfallchirurgie sowie Fachärzte für Kinderchirurgie erlangen können. In der achtzehnmonatiger Weiterbildung in einer befugten Abteilung müssen geforderte Ausbildungsinhalte erfüllt und entsprechende kinder- und jugend-orthopädische Eingriffe durchgeführt worden sein. Nach erfolgreicher mündliche Prüfung wird die Zusatzbezeichnung Kinder- und Jugend-Orthopädie verliehen.

### Kinderorthopädische Abteilungen
Kinderorthopädische Abteilungen gibt es u. a. an mehreren Universitätskliniken. Der erste Lehrstuhl für Kinderorthopädie im deutschsprachigen Raum wurde in Basel am Universitäts-Kinderspital beider Basel eingerichtet. Nachfolger von Fritz Hefti auf dem Lehrstuhl ist aktuell Carol Hasler. Wie in den USA sind kinderorthopädische Abteilungen auch an großen Kinderkliniken (Pädiatrischen Zentren) zu finden, wie am Olgahospital Stuttgart, im Altonaer Kinderkrankenhaus in Hamburg oder am Ostschweizer Kinderspital in St. Gallen oder im Bereich des Klinikums Dortmund. Darüber hinaus gibt es selbständige kinderorthopädische Kliniken etwa in Aschau im Chiemgau oder angegliedert an orthopädische Fachkliniken wie am Orthopädischen Spital in Wien-Speising. Einige Abteilungen haben sich zudem subspezialisiert, beispielsweise für Neuroorthopädie in Aschau im Chiemgau, in Basel, Düsseldorf, Rummelsberg, München-Harlaching und Stuttgart, für Kinder-Wirbelsäulenchirurgie in Bad Wildungen, Hamburg-Altona oder in Stuttgart und für Handchirurgie am Wilhelmstift Hamburg.

## Spektrum
Die allgemeine Kinderorthopädie befasst sich mit dem gesamten Spektrum der Erkrankungen des Stütz- und Bewegungsapparates bei Kindern und Jugendlichen. In der Übersicht sind einige organbezogenen und nicht-organbezogenen Erkrankungen aufgelistet.

### Organbezogene Erkrankungen

#### Wirbelsäule
- Skoliose,- kongenitale Skoliose. EOS-( early onset scoliosis),- idiopathische Skoliose
- Kyphose, Morbus Scheuermann, - Morbus Pott
- muskulärer Schiefhals (Torticollis)
- Spondylolyse  -Spondylolisthesis

#### Hüftgelenk
- Hüftdysplasie - Hüftluxation,
- Coxa vara congenita, - Proximaler Femurdefekt (PFFD)
- Morbus Perthes, - Meyersche Dysplasie
- Epiphyseolysis capitis femoris (Hüftkopfkappenlösung)
- Femuro-azetabuläres Impingement (FAI) (Hüftkopf und Pfannenverschleiß durch Einengung)

#### Kniegelenk
- Angeborene Knieluxation, - angeborene Patellaluxation
- Patelladysplasie, - patello-femurale Instabilität
- Scheibenmeniskus, - Meniskusläsion, - Kreuzbandläsion knöchern und intraligamentär
- Osteochondrosis dissecans

#### Unterschenkel
- tibiale Hemimelie und fibulare Hemimelie
- Gliedmaßenverkürzung mit und ohne Achsabweichung
- Achsabweichung genu valgum, genu varum, genu recurvatum
- posttraumatische Achsabweichung

#### Fuß
- Polydaktylie, Makrodaktylie, Spaltfuß
- Klumpfuß, Schaukelfuß (Talus verticalis),
- Sichelfuß, Hackenfuß, Knick-Senkfuß,
- Coalitio calcaneo-naviculare

#### Schulter
- Kongenitale Klavikulapseudarthrose
- Sprengel-Deformität
- Habituelle Schulterluxation

#### Ellbogen
- Radioulnare Synostose
- Radio-ulnare Dysplasie ohne/mit Radiusköpfchenluxation
- Ulnahypoplasie

#### Handgelenk/Hand
- Madelung-Deformität
- Polydaktylie, - Syndaktylie, Daumenhypoplasie
- Makrodaktylie
- Schnappdaumen, - Schnappfinger

### Nicht-organbezogene Erkrankungen

#### Neuro-orthopädische Erkrankungen
- Infantile Zerebralparese
- Hereditäre Neuropathien
- Spina bifida cystica, Myelomeningocele
- Arthrogryposis multiplex congenita
- Morbus Duchenne,
- Andere kongenitale Muskelerkrankungen

#### Erbliche Fehlbildungen
- Glasknochenkrankheit (Osteogenesis imperfecta),
- Marmorknochenkrankheit (Osteopetrose),
- knöcherne und knorpelige Dysplasien (z. B. Achondroplasie)
- Wirbelkörperfehlbildungen
- Fehlanlagen der Extremitäten sowie komplexe Missbildungssyndrome

#### Entzündliche Knochen- und Gelenkerkrankungen
- Septische Arthritis,
- Osteomyelitis,
- Spondylitis, Spondylodiszitis

#### Rheumatoide Gelenkerkrankungen
- Juvenile idiopathische Arthritis

#### Knochen- und Weichteil Tumoren
Gutartig
- Osteochondrom
- Nicht ossifizierendes Fibrom (fibröser Kortikaldefekt)
- Juvenile Knochenzyste
- Aneurysmatische Knochenzyste
- Osteoid-Osteom
- Eosinophiles Granulom (Langerhanszell-Histiozytose)
- Chondroblastom

Bösartig
- Osteosarkom
- Ewing-Sarkom
- Malignes Fibröses Histiozytom

### Frakturen und Luxationen
- Schaftfrakturen diaphysär, metaphysär,
- Frakturen an der Wachstumsfuge
- Intraartikuläre Verletzungen
- Frakturen an Wirbelsäule, Klavikula und Becken
- Frakturen der oberen Gliedmaßen
- Frakturen der unteren Gliedmaßen
- Posttraumatische Fehlstellungen

## Therapie
Nach einer Schätzung von Fritz Hefti ist in 70 % aller kinderorthopädischer Konsultationen lediglich eine Beratung notwendig, „dass das Kind gerade genug ist“.
In etwa 20 % sei eine konservative Behandlung notwendig, etwa mit Einlagen, Orthesen, Korsette, Physiotherapie oder Gips-behandlung. Neuerdings wird auch Botulinumtoxin eingesetzt, um überaktive Muskeln z. B. bei einer Spastik vorübergehend zu lähmen.
Nur in etwa 10 % sei eine chirurgisch-operative Therapie vonnöten. Typische kinderorthopädische Eingriffe sind knöcherne Umstellungs-Osteotomien, z. B., an der Hüfte bei Hüftdysplasie oder Morbus Perthes, oder am Knie bei X- oder O-Beinen. Auch Sehnenverlängerungen oder -Durchtrennungen (Tenotomien) sind häufig, z. B. beim spastischen Spitzfuß oder Kontrakturen. Weitere Eingriffe sind z. B. die Wirbelsäulenausgradung und -versteifung (Spondylodese) bei Skoliosen, die Verblockung der Wachstumsfugen (Epiphyseodese) bei Fehlstellungen oder die Extremitätenverlängerung mittels Fixateur externe, z. B. Ilisarow-Distraktion oder mit dem Taylor Spatial Frame.
Nach einer amerikanischen Studie haben etwa 50 % aller Kinder und Jugendlichen mindestens einmal einen Knochenbruch, und etwa 40 % mindestens einmal ein orthopädisches Problem. Dabei überwiegen die konservativ oder gar nicht behandlungsbedürftigen Fehlstellungen. So haben 20 % aller Kinder und Jugendlichen Knicksenkfüße oder flexible Plattfüße, 15 % eine vermehrte Hüft-Antetorsion (Coxa antetorta), weitere 15 % einen gutartigen Knochentumor oder eine tumorartige Knochenveränderung. es folgen die Spondylolyse mit 5 %, der Sichelfuß mit 3 % und die Skoliose mit 3 % bei Mädchen. Bei 2 % findet sich eine Hüftdysplasie. Alles Weitere ist seltener als 1:100.